# Rhinopithecus strykeri
Rhinopithecus strykeri är en primat i släktet trubbnäsapor som förekommer i Myanmar.

## Utbredning
Arten förekommer i ett litet område i Burmas norra bergstrakter. Regionen ligger ungefär 2800 meter över havet och de högsta topparna ligger cirka 3500 meter över havet. Habitatet utgörs av fuktiga och mera torra bergsskogar. Rhinopithecus strykeri vistas på vintern vanligen i lägre regioner.

## Utseende
Pälsen av denna trubbnäsapa är nästan helt svart. Bara tofsarna på öronen och några hår vid hakan är vita. Svansen är tydlig längre än övriga kropp. Liksom andra arter från samma släkte har Rhinopithecus strykeri breda läppar och en uppåtriktad näsa.
Individerna når en kroppslängd (huvud och bål) av cirka 55 cm och en svanslängd av 68 till 78 cm. Honor är med en vikt av ungefär 8,5 kg lättare än hannar som väger cirka 14 kg. Arten saknar här i ansiktet på den köttfärgade huden, förutom på övre läppen där det finns en vit mustasch.

## Ekologi
Individerna bildar större flockar med 60 till 150 medlemmar. Det finns främst obekräftade berättelser från regionens befolkning angående artens levnadssätt. Enligt dessa historier får arten ofta regnvatten i näsan vilket får de att nysa. De sitter därför ofta med det nedåtriktade huvudet mellan knäna när det regnar.
Arten klättrar främst i träd och den äter bland annat unga skott av bambu.

## Status
Rhinopithecus strykeri jagas för köttets och några andra kroppsdelars skull. Några individer dödas i fällor som egentligen är tänkt för björnar. I området pågår skogsavverkningar som hotar beståndet ytterligare. IUCN listar arten därför som akut hotad (CR).